# Gênero gramatical
Gênero (português brasileiro) ou género (português europeu), em gramática, é um aspecto linguístico que permite classificar certas classes gramaticais (substantivos, verbos, adjetivos etc.) em um número fixo de categorias.

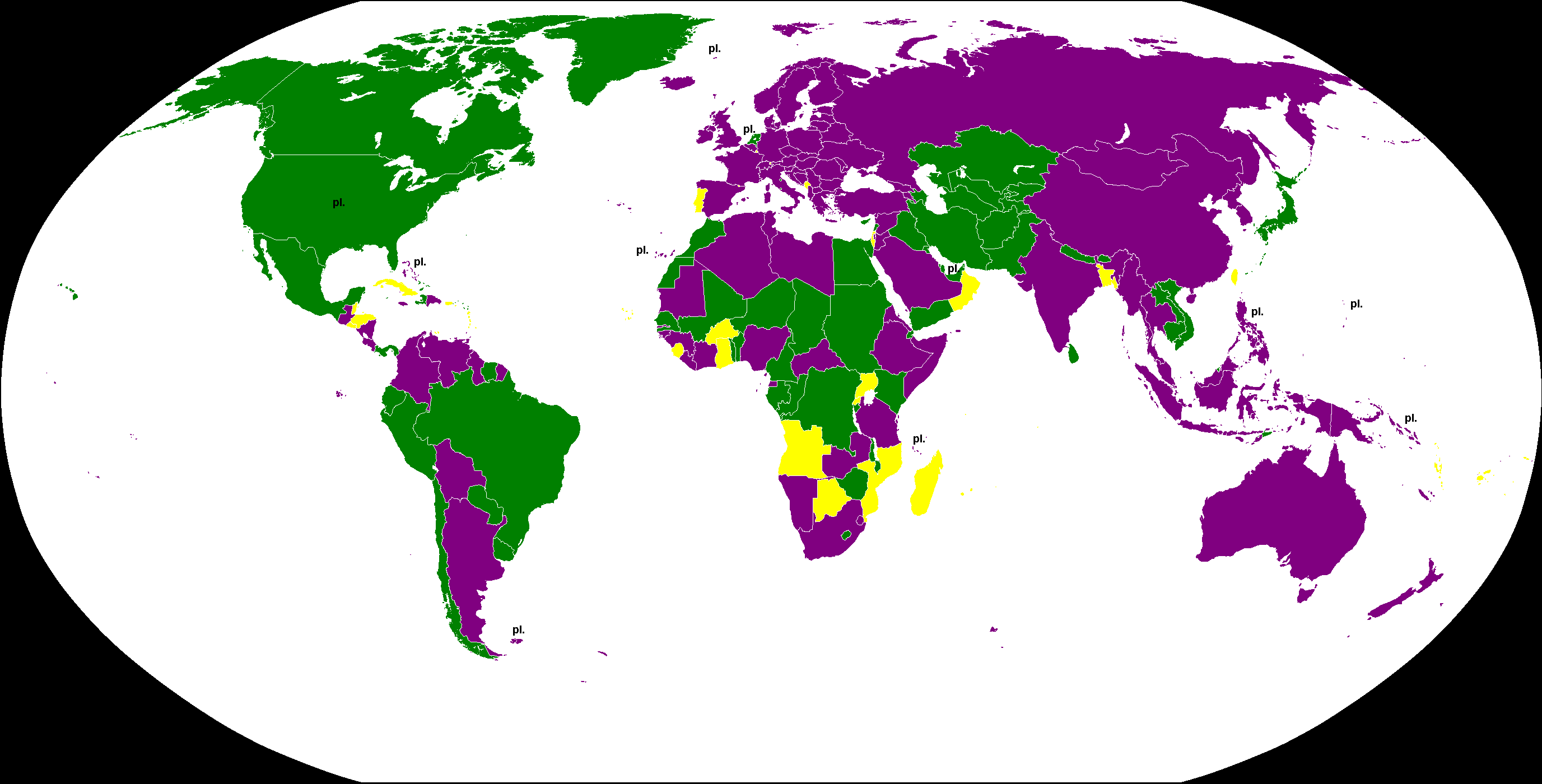
Gêneros de nomes de países

Nas línguas indo-europeias, o mais comum é haver três (masculino, feminino e neutro) ou dois gêneros (masculino e feminino), tal como ocorre na língua portuguesa. Há, contudo, idiomas que chegam a ter 20 gêneros, como ocorre em muitos idiomas das línguas bantu, e, no outro extremo, idiomas em que não há gênero algum, como ocorre nos idiomas basco e húngaro. É preciso notar que a própria concepção de "gênero gramatical" varia de língua para língua.
Quando se refere a seres vivos sexuados, o gênero é ligado ao sexo do indivíduo, e, referente aos seres humanos, a identidade de gênero. Nos demais casos, a atribuição é aleatória, podendo um mesmo nome ser referido como masculino numa língua (ex.: le lit, em francês), feminino numa segunda (ex.: a cama, em português) e neutro numa terceira (ex.: das Bett, em alemão). Da mesma forma, há variação, de idioma para idioma, das classes que variam ou não quanto ao gênero.